# Juan Carlos Benavides
Juan Carlos Benavides Yanguas (Motril, España; 15 de marzo de 1954) es un político y médico español. Su actividad política ha tenido lugar principalmente en el municipio granadino de Almuñécar, donde ha ocupado el cargo de alcalde durante unos veinte años no consecutivos, bajo distintos partidos políticos. 

## Biografía
Benavides nació en el municipio granadino de Motril en 1954, en el seno de una familia de clase media. Estudió en el centro concertado de San Agustín. A la edad de diecisiete años marchó a Granada, donde cursó el primer año de Biología. Tras el primer curso, abandonó la carrera y estudió en su lugar Medicina.
Mientras cursaba sus estudios universitarios, aún en plena dictadura franquista, comenzó a militar en el Partido Socialista Obrero Español. Fue el encargado de montar las distintas agrupaciones municipales del partido, incluida la de Almuñécar.
Como médico, fue destinado a Almuñécar en 1978, siendo él secretario general del PSOE motrileño. Dejó el cargo y se centró en avivar al PSOE sexitano, integrando al Partido Socialista Popular en sus filas. Incorporaron a Miguel Ávila como cabeza de lista para las elecciones municipales de 1979, las primeras de la democracia, resultando vencedor.
El PSOE repitió victoria en los comicios de 1983, esta vez con Benavides como cabeza de lista. Sin embargo, acabó abandonando el partido por desacuerdos con la dirección provincial, incorporándose al Partido Andalucista junto a otros compañeros. Con el PA ganó los comicios de 1987, alargando su período como alcalde hasta 1991, donde la alcaldía volvió a recaer en el PSOE. Volvió a ser alcalde entre 1995 y 1999. Un pacto entre el PSOE y el PP lo echó de la alcaldía. En 2003 las urnas le volvieron a dar la victoria, volviendo a ser alcalde hasta 2011. Desde entonces, el municipio es gobernado por el PP, en las personas de Trinidad Herrera Lorente y Juan José Ruiz Joya. Cabe destacar que desde 2007 se presenta a las elecciones con su propio partido: Convergencia Andaluza. 
Benavides se ha presentado a todas las elecciones municipales de la democracia, ganando nueve de los doce comicios celebrados.

## Alcaldía
Ha sido alcalde de Almuñécar durante unos veinte años no consecutivos, durante las siguientes legislaturas: 1983-1987, 1987-1991, 1995-1999, 2003-2007 y 2007-2011. Su gestión no ha estado libre de polémica, pues ha sido denunciado ante los tribunales reiteradamente, sobre todo en materia urbanística.
En 2009, el Juzgado de lo Penal de Motril dictó una sentencia condenatoria contra Benavides con una pena de 28 meses de prisión e inhabilitación para cargo público. Nunca llegó a entrar en prisión, pues el delito había prescrito. Sus proyectos urbanísticos han sido rechazados por incumplir la legislación o no aportar la documentación requerida. Este es, por ejemplo, el caso del PGOU de 2008, para el cual hizo un referéndum catalogado posteriormente de invalidez debido a diversas irregularidades. La Junta de Andalucía lo rechazó categóricamente.